# Železniško postajališče Mestinje
Železniško postajališče Mestinje je eno izmed železniških postajališč v Sloveniji, ki oskrbuje bližnje naselje Mestinje.